# Pteridophyllum racemosum
Pteridophyllum racemosum – gatunek z monotypowego rodzaju roślin z rodziny makowatych (Papaveraceae), czasem z powodu swej odrębności morfologicznej wyodrębniany w osobną rodzinę Pteridophyllaceae (Murb.) Sugiura ex Nak. Jest endemitem japońskim występującym w naturze tylko w centralnej i północnej części wyspy Honsiu. Rośnie w lasach iglastych na obszarach górskich, w strefie klimatu umiarkowanego chłodnego. Gatunek wyróżnia się m.in. brakiem soku mlecznego – obecnego u innych przedstawicieli makowatych.

## Morfologia
Bylina kłączowa z przyziemną rozetą skrętoległych, zimozielonych liści. Liście podobne są do liści paproci z rodzaju podrzeń (Blechnum) – w zarysie lancetowate, z blaszką głęboko wcinaną. Mają 10–20 cm długości i 2–3 cm szerokości. Różyczka liściowa u nasady otoczona jest kilkoma okazałymi, błoniastymi katafilami (liśćmi dolnymi). Kwiaty wyrastają na groniaście rozgałęzionym głąbiku, osiągającego 15–25 cm wysokości. Z każdego węzła kwiatostanu wyrastają po dwa kwiaty. Kwiaty niemal promieniste z okwiatem podzielonym na kielich i koronę. Dwie działki kielicha szybko odpadają. Białe płatki korony o długości ok. 5 mm wyrastają w dwóch okółkach po dwa. Pręciki cztery w jednym okółku. Słupek górny, z zalążnią zbudowaną z dwóch owocolistków, jednokomorowy. Zakończony podwójnym znamieniem. Owocem jest torebka z licznymi nasionami, otwierająca się dwiema klapami.

## Systematyka
W systemach z założenia wyróżniających wiele drobnych rodzin gatunek ten wyodrębniany jest w monotypową rodzinę Pteridophyllaceae (Murb.) Sugiura ex Nak., dotyczy to np. systemu Reveala z lat 1994–1999 i systemu Takhtajana z 1997 roku. W systemie APG (1998) i systemie APG II (2003) kwestia wyodrębniania tej rodziny przedstawiona była jako opcjonalna, wobec włączania gatunku do makowatych (Papaveraceae). Według Angiosperm Phylogeny Website (aktualizowany system APG III z 2009) Pteridophyllum racemosum łączony jest z rodzajem Hypecoum w plemię Hypecoeae Dumortier, stanowiące jeden z dwóch kladów w obrębie podrodziny dymnicowych (Fumarioideae Eaton) w rodzinie makowatych.

## Biologia
Gatunek rozmnaża się głównie generatywnie – poprzez rozsiewanie nasion. Niewielką rolę odgrywa rozmnażanie wegetatywne polegające na powstawaniu rozet potomnych w odległości 1–5 cm od rośliny macierzystej. W maju rozwija się większość młodych liści, podczas gdy liście ubiegłoroczne w większości obumierają zasychają w ciągu lata. Kwitnienie rozpoczyna się w maju, trwa do lipca. W lipcu dojrzewają też i otwierają się owoce.